# Gabino-Alejandro Carriedo
Gabino-Alejandro Carriedo là nhà thơ người Tây Ban Nha, sinh năm 1823 ở Palencia. Hoạt động tích cực trong phong trào thơ ca hiện thực cùng với Angel Crespo, Blas de Otero, Celaya... Carriedo mất năm 1981.

## Tác phẩm
- Tập thơ lên án của Castille
- Những chiếc cánh bị cắt đứt
- Quả tim trong nắm tay